# Verdeckte Einlage
Eine verdeckte Einlage liegt im deutschen Körperschaftsteuerrecht vor, wenn ein Gesellschafter oder eine ihm nahestehende Person der Körperschaft – insbesondere einer Kapitalgesellschaft (KapG) – außerhalb der gesellschaftsrechtlichen Einlagen einen einlagefähigen Vermögensvorteil zuwendet und diese Zuwendung durch das Gesellschaftsverhältnis veranlasst ist (vgl. R 8.9 KStR). Einlagefähig sind nur Vermögensvorteile, welche auch Bestandteil der Gewinnermittlung durch Vermögensvergleich sein können. Dies bedeutet, dass die verdeckte Einlage das bilanzielle Vermögen der Körperschaft durch den Ansatz oder die Erhöhung eines Aktivpostens oder durch Wegfall bzw. Minderung eines Passivpostens erhöhen muss. Die  unentgeltliche Gewährung von Nutzungsvorteilen (z. B. zinslose Darlehensgewährung) kann nicht Gegenstand einer verdeckten Einlage sein. Dies unterscheidet die verdeckte Einlage vom umgekehrten Fall der verdeckten Gewinnausschüttung.
Eine verdeckte Einlage liegt nicht vor, soweit der Einlegende hierfür im Rahmen einer Kapitalerhöhung neue Gesellschaftsrechte  erhält. Hierbei handelt es sich um eine offene (gesellschaftsrechtliche) Einlage. Ist Gegenstand der offenen Einlage ein Betrieb, Teilbetrieb, Mitunternehmeranteil oder der Anteil an einer Kapitalgesellschaft,  ergeben sich die steuerlichen Konsequenzen nicht aus den einkommensteuerlichen Einzelbestimmungen, insbesondere nicht aus § 6, § 17 oder § 23 EStG, sondern aus § 20 UmwStG a.F. bzw. ab 2008 aus § 21 UmwStG n.F., mit der Folge, dass eine Gewinnrealisierung beim Einlegenden, anders als bei der verdeckten Einlage vermieden werden kann.

## Behandlung bei der Gesellschaft, in die die Einlage erfolgt
Grundsätzlich erhöhen verdeckte Einlagen das körperschaftsteuerliche Einkommen der Kapitalgesellschaft nicht (§ 8 Abs. 3 Satz 3 KStG). Bilanzielle Gewinnerhöhungen sind durch außerbilanzielle Abzüge zu neutralisieren. Soweit der Wert der verdeckten Einlage jedoch das Einkommen des Gesellschafters fehlerhafterweise gemindert hat, ist das Einkommen der Kapitalgesellschaft um den Wert der verdeckten Einlage zu erhöhen. Wert in diesem Sinne ist grundsätzlich der Teilwert, der dem Betrag entspricht, den ein gedachter Erwerber des ganzen Betriebs für das einzelne Wirtschaftsgut aufwenden würde (§ 6 Abs. 1 Nr. 1 Satz 3 EStG). Zu diesem Betrag gehört nicht die nach Umsatzsteuergesetz abziehbare Vorsteuer (§ 15 Abs. 1 Nr. 1 UStG).

## Behandlung beim einlegenden Gesellschafter
Aus Anlass einer verdeckten Einlage in eine Kapitalgesellschaft erhöhen sich die Anschaffungskosten der Beteiligung für diese Kapitalgesellschaft um den Wert der Einlage (§ 6 Abs. 6 Satz 2 EStG, H 8.9 KStH „Behandlung beim Gesellschafter“). Auf Seiten des Gesellschafters sind die Steuerfolgen für eine Veräußerung zu ziehen, soweit dies ausdrücklich geregelt ist.
Dabei zeigen die einschlägigen Vorschriften ein uneinheitliches Bild gesetzlicher Formulierungen. Festzuhalten ist aber, dass die verdeckte Einlage stets dort, wo vom Gesetzgeber ein Regelungsbedürfnis für die Bejahung der Veräußerung gesehen wurde, nur einzelgesetzlich statt allgemein einer Veräußerung gleichgestellt wurde.
- Nach § 23 Abs. 1 Satz 5 Nr. 2 EStG „gilt die verdeckte Einlage in eine Kapitalgesellschaft als Veräußerung.“
- Nach § 17 Abs. 1 Satz 2 EStG „steht die verdeckte Einlage von Anteilen in eine Kapitalgesellschaft einer Veräußerung gleich.“
- Nach § 8b Abs. 2 Satz 6 KStG „ist Veräußerung im vorstehenden Sinne auch die verdeckte Einlage“.
- Nach § 21 Abs. 1 UmwStG a.F. treten die Rechtsfolgen der Veräußerung für aus einer offenen Einlage steuerneutral entstandene  Anteile „auch ohne Veräußerung ein, wenn … der Anteilseigner diese (einbringungsgeborenen) Anteile verdeckt in eine Kapitalgesellschaft einlegt.“ Die entsprechende Regelung nach der Neufassung des UmwStG durch das SEStEG lautet nach § 22 Abs. 1 Nr. 1 UmwStG n.F.: „Die die Veräußerung betreffenden Grundsätze ... gelten entsprechend, wenn 1. der Einbringende die Anteile … unentgeltlich auf eine Kapitalgesellschaft überträgt.“ Hier wird sogar den Begriff der verdeckten Einlage vermieden, der gerade durch Ergänzung des § 8 Abs. 3 KStG i.d.F des JStG 2007 in das KStG ohne Legaldefinition übernommen worden ist.

Im Rahmen der Reinvestitionsrücklage nach § 6b EStG ist die verdeckte Einlage mangels gesetzlicher Regelung einer Veräußerung nicht gleichgestellt. Damit kann die Aufdeckung stiller Reserven, die bei der verdeckten Einlage von Grundstücken, Binnenschiffen und Anteilen an Kapitalgesellschaften entstehen, nicht durch die Bildung einer Reinvestitionsrücklage neutralisiert werden.